# Laura Holtsmark Bredal

Laura Holtsmark Bredal (Asker, 1 juli 1873-18 februari 1934) was een Noors pianiste en deels ook componiste.
Laura Holtsmark werd geboren binnen het gezin van Bent Berntsen Holtsmark en Anne Elisabeth Gabrielsen. Ze is de zuster van Gabriel Gabrielsen Holtsmark, langdurig rector van het handelsgymnasium van Oslo, en Bernt Holtsmark, politicus. Ze huwde de politiek actieve koopman Tollef Ravn Bredal en nam ook zijn naam aan. Hun zoon Wilhelm Engel Bredal was politicus voor de Bondepartiet (Boerenpartij) voor Østfold.
Laura Holtsmark kreeg haar muzikale opleiding van Erika Nissen en Martin Ursin. Voorts kreeg ze lessen van professor Gustav Hollaender in Berlijn. 
Van haar hand verscheen:
- Vaarstemning (1893)
- een wals (1893)

- 1898: advertentie lesgeven
- 19 september 1899: concert met Olefine Moe en Jens Berntsen met een liederenprogramma
- 7 maart 1900: Liefdadigheidsconcert voor Saami
- 17 januari 1901: een concert waarbij ook Elisabeth Hals optrad
- 25 februari 1901: concert met Marie Paulsen, Harald Heide en Eyvind Alnæs
- 8 april 1901: concert met Marie Paulsen, Johanne Dybwad, Agathe Backer-Grøndahl, Martin Knutzen voor inzameling geldt voor de weduwe van Paolo Sperati
- 27 oktober 1916: concert voor een bazar in Oslo